# Locomoción animal

Una larva de escarabajo realizando una locomoción rectilínea.

En biomecánica, la locomoción animal es el estudio para conocer cómo se mueven los animales. No todos los animales se mueven, pero la capacidad de moverse está extendida en cualquier parte del reino animal. Como todos los animales son heterótrofos, tienen que obtener alimento de su entorno. Algunos animales, como por ejemplo las esponjas, son sésiles y mueven el fluido, el cual está a través de su cuerpo (esto se conoce como alimentación por filtración). Aun así, la mayoría de los animales se tiene que mover para encontrar alimento, para aparearse y para otras necesidades; por lo tanto, la capacidad de moverse eficientemente es esencial para su supervivencia.
La locomoción requiere energía para superar la fricción y a menudo también la gravedad. En un medio terrestre, hay que superar la gravedad del entorno, a pesar de que la fricción, como la del aire, es una cuestión menor (excepto para todos los animales reptadores como los gusanos, para los cuales la fricción es mucho más alta). En medios acuosos, en cambio, la fricción pasa a ser el obstáculo principal, y la gravedad es menos importante. Algunos animales con una flotabilidad innata no tienen que gastar muchas energías para mantener una posición vertical, mientras que otros se hunden y tienen que esforzarse para mantenerse a flote. La fricción puede ser un problema en el vuelo, y los cuerpos aerodinámicamente eficientes de los pájaros remarcan este punto. El vuelo presenta un problema diferente del movimiento dentro del agua, ya que no hay ninguna manera de que un organismo vivo sea menos denso que el aire. En fin, la locomoción solo se presenta en animales, los cuales la utilizan con el fin de buscar su supervivencia, como por ejemplo buscar pareja, alimento, etc., pues todos los animales necesitan desplazarse y satisfacer todas sus necesidades vitales.
Algunos animales emplean la rodadura como medio de locomoción.